# Mistrzostwa Europy w Wioślarstwie 2022
79. Mistrzostwa Europy w Wioślarstwie 2022 odbywały się w dniach 11-14 sierpnia 2022 w Monachium w Niemczech. Podczas mistrzostw zostało rozegranych 20 konkurencji wioślarskich w tym 4 para-wioślarskie. 
Tegoroczne mistrzostwa były częścią multidyscyplinarnych Mistrzostw Europy 2022, które odbywały się w dniach 11–21 sierpnia w Monachium. 

## Wyniki

### Mężczyźni[4]
| Konkurencja                           | Złoto | Czas    | Srebro | Czas          | Brąz | Czas          |
| ------------------------------------- | --- | ------- | --- | ------------- | --- | ------------- |
| M1x                                   | Melvin Twellaar | 7:14.72 | Stefanos Ntouskos | 7:15.01       | Kristian Vasilev | 7:16.37       |
| M2x                                   | Chorwacja · Martin Sinkovic · Valent Sinkovic | 6:35.93 | Hiszpania · Aleix Garcia Pujolar · Rodrigo Conde Romero | 6:38.46       | Litwa · Armandas Kelmelis · Dovydas Nemeravicius | 6:42.11       |
| M4x                                   | Włochy · Nicolò Carucci · Andrea Panizza · Luca Chiumento · Giacomo Gentili                                                                                           | 6:06.77 | Polska · Dominik Czaja · Mateusz Biskup · Mirosław Ziętarski · Fabian Barański                                                                                             | 6:07.85       | Rumunia · Mihai Chiruta · Ciprian Tudosa · Ioan Prundeanu · Marian Enache | 6:08.27       |
| M2-                                   | Rumunia · Marius Cozmiuc · Sergiu Bejan | 6:44.28 | Wielka Brytania · Oliver Wynne-Griffith · Thomas George | 6:46.52       | Hiszpania · Jaime Canalejo · Javier García Ordóñez | 6:49.13       |
| M4-                                   | Wielka Brytania · William Stewart · Sam Nunn · Matthew Aldridge · Freddie Davidson                                                                                    | 6:15.43 | Holandia · Ralf Rienks · Ruben Knab · Sander de Graaf · Rik Rienks | 6:17.69       | Rumunia · Mihăiță Țigănescu · Mugurel Vasile Semciuc · Stefan Berariu · Florin Lehaci                                                                                                   | 6:19.49       |
| M8+                                   | Wielka Brytania · Rory Gibbs · Morgan Bolding · David Bewicke-Copley · Sholto Carnegie · Charles Elwes · Thomas Digby · James Rudkin · Thomas Ford · Harry Brightmore | 5:49.67 | Holandia · Niki van Sprang · Lennart van Lierop · Abe Wiersma · Jacob van de Kerkhof · Michiel Mantel · Mick Makker · Guus Mollee · Guillaume Krommenhoek · Dieuwke Fetter | 5:54.21       | Włochy · Vincenzo Abbagnale · Cesare Gabbia · Emanuele Gaetani Liseo · Matteo Lodo · Marco Di Costanzo · Matteo Castaldo · Giuseppe Vicino · Leonardo Pietra Caprina · Enrico D’Aniello | 5:55.08       |
| Konkurencje wagi lekkiej mężczyzn     | |         | |               | |               |
| LM1x                                  | Antonios Papakonstantinou | 7:21.84 | Gabriel Soares | 7:24.21       | Andri Struzina | 7:31.23       |
| LM2x                                  | Irlandia · Fintan Mc Carthy · Paul O'Donovan | 6:34.72 | Włochy · Pietro Ruta · Stefano Oppo | 6:38.40       | Szwajcaria · Jan Scheuble · Raphael Ahumada Ireland | 6:39.67       |
| LM4x                                  | Włochy · Antonio Vicino · Martino Goretti · Niels Torre · Patrick Rocek                                                                                               | 6:17.83 | nie przyznano | nie przyznano | nie przyznano | nie przyznano |
| LM2-                                  | Węgry · Bence Szabó · Kálmán Furkó | 7:17.04 | Turcja · Enes Yenipazarli · Bayram Sonmez | 7:25.55       | nie przyznano | nie przyznano |
| Konkurencje para-wioślarskie mężczyzn | |         | |               | |               |
| PR1M1x                                | Giacomo Perini | 9:38.48 | Roman Polianskyi | 9:46.44       | Benjamin Pritchard | 9:53.75       |

### Kobiety[4]
| Konkurencja                         | Złoto | Czas     | Srebro | Czas          | Brąz | Czas          |
| ----------------------------------- | --- | -------- | --- | ------------- | --- | ------------- |
| W1x                                 | Karolien Florijn | 8:01.43  | Evangelia Anastasiasou | 8:08.20       | Alexandra Foester | 8:09.86       |
| W2x                                 | Rumunia · Ancuta Bodnar · Simona Radis | 7:14.85  | Holandia · Roos de Jong · Laila Youssifou | 7:21.84       | Włochy · Kiri Tontodonati · Stefania Gobbi | 7:23.04       |
| W4x                                 | Wielka Brytania · Jessica Marie Leyden · Lola Anderson · Georgina Megan Brayshaw · Lucy Glover                                                                                       | 6:49.21  | Holandia · Nika Johanna Vos · Tessa Dullemans · Ilse Kolkman · Bente Paulis                                                                                              | 6:52.52       | Ukraina · Daryna Verkhogliad · Nataliya Dovgodko · Kateryna Dudchenko · Yevheniia Dovhodko | 6:53.76       |
| W2-                                 | Rumunia · Ioana Vrînceanu · Denisa Tîlvescu | 7:34.41  | Wielka Brytania · Emily Ford · Esme Booth | 7:36.20       | Holandia · Ymkje Clevering · Veronique Meester | 7:39.49       |
| W4-                                 | Wielka Brytania · Heidi Long · Rowan McKellar · Samantha Redgrave · Rebecca Shorten                                                                                                  | 6:50.92  | Irlandia · Natalie Long · Aifric Keogh · Tara Hanlon · Eimear Lambe | 6:52.99       | Rumunia · Mădălina Bereș · Iuliana Buhuș · Magdalena Rusu · Amalia Bereș | 6:53          |
| W8+                                 | Rumunia · Maria-Magdalena Rusu · Iuliana Buhuș · Nicoleta-Ancuța Bodnar · Denisa Tîlvescu · Mădălina Bereș · Amalia Bereș · Ioana Vrînceanu · Simona Geanina Radiș · Adrian Munteanu | 6:26.38  | Wielka Brytania · Rebecca Edwards · Lauren Irwin · Emily Ford · Esme Booth · Samantha Redgrave · Rebecca Shorten · Rowan McKellar · Heidi Long · Morgan Baynham-Williams | 6:28.02       | Holandia · Benthe Charlotte Gezineke Boonstra · Laila Youssifou · Hermijntje Drenth · Marloes Oldenburg · Roos de Jong · Tinka Offereins · Ymkje Clevering · Veronique Meester · Aniek van Veenen | 6:35.68       |
| Konkurencje wagi lekkiej kobiet     | |          | |               | |               |
| LW1x                                | Ionela Cozmiuc | 8:04.41  | Zoi Fitsiou | 8:09.21       | Martine Veldhuis | 8:10.20       |
| LW2x                                | Wielka Brytania · Emily Craig · Imogen Grant | 7:27.82  | Francja · Laura Tarantola · Claire Bove | 7:33.33       | Włochy · Valentina Rodini · Federica Cesarini | 7:36.87       |
| LW4x                                | Włochy · Giulia Mignemi · Paola Piazzolla · Silvia Crosio · Arianna Noseda | 6:58.48  | nie przyznano | nie przyznano | nie przyznano | nie przyznano |
| Konkurencje para-wioślarskie kobiet | |          | |               | |               |
| PR1W1x                              | Brigit Skarstein | 10:59.89 | Manuela Diening | 11:07.89      | Anna Sheremet | 11:18.55      |

### Pary mieszane para-wioślarskie
| Konkurencja | Złoto                                                                                                   | Czas    | Srebro                                                                                        | Czas    | Brąz                                                                                     | Czas    |
| ----------- | --- | ------- | --------------------------------------------------------------------------------------------- | ------- | ---------------------------------------------------------------------------------------- | ------- |
| PR2Mix2x    | Ukraina · Svitlana Bohuslavska · Iaroslav Koiuda                                                        | 8:53.72 | Francja · Perle Bouge · Stephane Tardieu                                                      | 8:57.95 | Polska · Jolanta Majka · Michał Gadowski                                                 | 9:02.88 |
| PR3Mix4+    | Wielka Brytania · Francesca Allen · Giedre Rakauskaite · Edward Fuller · Oliver Stanhope · Erin Kennedy | 7:06.73 | Francja · Erika Sauzeau · Margot Boulet · Jerome Boulet · Laurent Cadot · Emilie Acquistapace | 7:26.06 | Niemcy · Jan Helmich · Susanne Lackner · Katharina Marchand · Marc Lembeck · Inga Thoene | 7:33.17 |

## Tabela medalowa
*   Gospodarz ( Niemcy)
| Miejsce | Reprezentacja   | Złoto | Srebro | Brąz | Razem |
| ------- | --------------- | ----- | ------ | ---- | ----- |
| 1       | Wielka Brytania | 6     | 3      | 1    | 10    |
| 2       | Rumunia         | 5     | 0      | 3    | 8     |
| 3       | Włochy          | 4     | 2      | 3    | 9     |
| 4       | Holandia        | 2     | 4      | 3    | 9     |
| 5       | Grecja          | 1     | 3      | 0    | 4     |
| 6       | Ukraina         | 1     | 1      | 2    | 4     |
| 7       | Irlandia        | 1     | 1      | 0    | 2     |
| 8       | Norwegia        | 1     | 0      | 0    | 1     |
| 8       | Węgry           | 1     | 0      | 0    | 1     |
| 8       | Chorwacja       | 1     | 0      | 0    | 1     |
| 11      | Francja         | 0     | 3      | 0    | 3     |
| 12      | Niemcy*         | 0     | 1      | 2    | 3     |
| 13      | Hiszpania       | 0     | 1      | 1    | 2     |
| 13      | Polska          | 0     | 1      | 1    | 2     |
| 15      | Turcja          | 0     | 1      | 0    | 1     |
| 16      | Szwajcaria      | 0     | 0      | 2    | 2     |
| 17      | Litwa           | 0     | 0      | 1    | 1     |
| 17      | Bułgaria        | 0     | 0      | 1    | 1     |
| Razem   | Razem           | 23    | 21     | 20   | 64    |